# Gaetano Previati

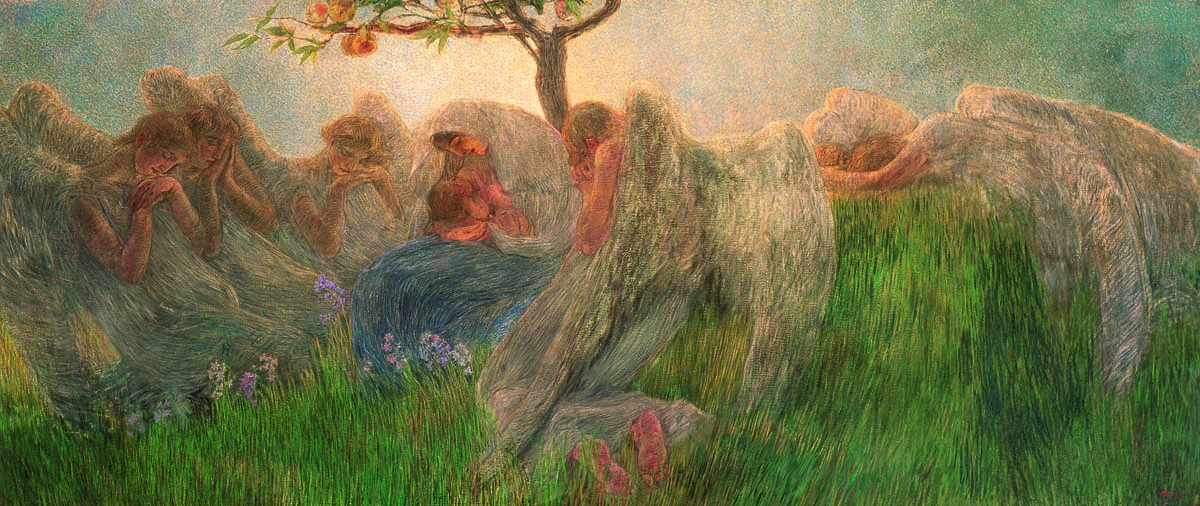
Maternidad

Gaetano Previati (Ferrara, 31 de agosto de 1852-Lavagna, 21 de junio de 1920) fue un pintor italiano, representante del divisionismo italiano.

## Biografía
Su formación artística se desarrolla inicialmente en Florencia, luego en Milán, en la Academia de Bellas Artes de Brera con Giuseppe Bertini.
Tuvo sus primeros reconocimientos en 1879 con la obra Gli ostaggi di Crema (Los rehenes de Crema), pero después pasa por un período difícil tanto desde el punto de vista económico como desde el punto de vista artístico.
Este período terminó en el 1890, año en que obtuvo nuevos reconocimientos y comenzó a trabajar en una edición ilustrada de los cuentos de Edgar Allan Poe, de esta época también se originan los primeros ensayos en el divisionismo. En 1895 conoció a Vittore Grubicy de Dragon, marchante de arte que tenía contactos en Bélgica, Francia e Inglaterra, que le permitieron dar a conocer y divulgar sus obras. Se convirtió así en un punto de referencia para otros pintores divisionistas como él mismo.
Su técnica pictórica era muy diferente de la de los otros pintores divisionistas, al ser extremamente filamentosa y luminosa, como en la Maternidad, de 1890, obra que creó no pocas polémicas de parte de los naturalistas, quienes encontraban la obra demasiado simbolista.
Participó regularmente de la Bienal de Venecia y otras exposiciones. 
Dejó de pintar en 1917. Falleció en Lavagna en 1920.

## Obras y museos que las albergan
- Museo dell'Ottocento (Ferrara, Italia)
- Museo Revoltella (Trieste, Italia)

- Paisage (1900-1910), Museo de Arte, São Paulo.
- Maternita (1890), Banca popolare, Novara.
- Il carro del sole (1907), óleo sobre tela de 127 cm x 185 cm, Camera di Commercio Industria e Artigianato, Milán.
- Ritratto del Manzoni (retrato de Manzoni) (1895).
- Paolo e Francesca (1901), Académia Carrara, Bérgamo.
- El Rey-Sol, Musées royaux des beaux-arts de Belgique, Bruxelles.
- Autorretrato (1911)
- Ireos (1912)
- La danza delle ore,
- La crocifissione (La Crucificación)
- Il giorno risveglia la notte (El día despierta la noche)
- Fumatrici di hascish (Fumadores de haschich) (1887)
- Nel prato (En el prado) (1890)
- Madonna con bambino, (Virgen con el Niño) (1910)
- Cronos
- Juliea y Romeo,
- La muerte de Cleopatra,
- Los funerales de una virgen, Galería Nazionale d'Arte Moderno e Contemporaneo, Roma.
- Las catorce estaciones del camino de la cruz (terminado en 1902).
- Los rehenes de Crema, Museo Cívico, Crema.